# Kotezi (Chorwacja)
Kotezi – wieś w Chorwacji, w żupanii splicko-dalmatyńskiej, w mieście Vrgorac. W 2011 roku liczyła 278 mieszkańców.